# Древиц, Фёдор Иванович
Фёдор Иванович Дре́виц (пол. Fiodor Iwanowicz Drewicz; также Древич; 1767—1816) — российский офицер, генерал-майор, участник войн с Турцией, Польшей, Швецией и Наполеоновской Францией.

## Биография
Сын российского генерал-майора и витебского помещика Ивана Григорьевича Древица (1733/1739 — 1783), прославившегося во время борьбы с барскими конфедератами.

### Начало военной службы
В апреле 1772 года юный Фёдор Древиц был записан рядовым в лейб-гвардии Конный полк. В январе 1786 года — капитан Днепровского пехотного полка.
В 1788—1789 годах Фёдор Древиц принял участие в русско-турецкой войне (1787—1791). В 1792 году — ротмистр Украинского легкоконного полка. В 1794 году Древиц участвовал в подавлении польского восстания под предводительством Тадеуша Костюшко. В 1795 году вышел в отставку в чине майора.

### Возвращение на службу и Шведская война. Наполеоновские войны
С началом русско-прусско-французской войны 1806—1807 годов Фёдор Древиц вступил в Витебскую подвижную милицию (ополчение) в декабре 1807 году вторично принят на военную службу в чине подполковника, стал адъютантом генерала от инфантерии Буксгевдена. В 1808 году участвовал в русско-шведской войне, за что был награждён орденами св. Анны III степени и св. Владимира IV степени. С ноября 1808 года служил в Финляндском драгунском полку, в 1810 году — командир Финляндского драгунского полка, в 1811 году — полковник и шеф Финляндского драгунского полка.
Участник Отечественной войны 1812 года, в сентябре 1812 года вместе со своим полком входил в состав корпуса генерал-майора Штейнгеля в Ревеле, участвовал в боях под Ригой, затем под Полоцком — 7 октября, и — на реке Березина — 26—29 ноября.
В 1813 году полк Древица был переведен в состав кавалерийского отряда генерал-майора графа Александра Чернышева. Во время Заграничных походов русской армии 1813—1814 годов Фёдор Древиц участвовал во взятии Берлина — 20 февраля 1813 года, и — штурме Люнебурга. Отличился в сражении у Хальберштадта, где был ранен. Также был награждён орденом св. Анны II степени с бриллиантами.
В июле 1813 года Древиц был произведен в генерал-майоры.

### Самовольное оставление части для лечения ран, расследование и смерть
22 декабря 1813 года Древиц самовольно оставил свой полк и находился на лечении в Берлине до 1815 года. Самовольное оставление полка без разрешения и отсутствие контроля над полком стало предметом расследования и судебного разбирательства, которое продолжалось до самой смерти генерала. В мае 1816 года был издан указ об увольнении Древица с военной службы в связи с его смертью.

## Награды
- Орден святой Анны III степени (1808)
- Орден святого Владимира IV степени (1809)
- Орден святой Анны II степени с бриллиантами (1812)